# Dendrobium argiense
Dendrobium argiense är en orkidéart som beskrevs av Johannes Jacobus Smith. Dendrobium argiense ingår i släktet Dendrobium, och familjen orkidéer. Inga underarter finns listade i Catalogue of Life.